# 克里斯托夫·肯佩
克里斯托夫·肯佩（法語：Christophe Kempé，1975年5月2日—），法国男子手球运动员。他曾代表法国国家队参加2008年夏季奥林匹克运动会手球比赛，结果队伍获得一枚金牌。